# Georgi Salnikov
Georgi Ivanovitsj Salnikov (Russisch: Георгий Иванович Сальников) (Moskou, 12 juli 1923 – aldaar, 8 juli 2015) was een hedendaags Russisch componist, muziekpedagoog, hoornist en pianist.

## Levensloop
Zijn studie met het hoofdvak piano deed hij aan het Moskou Conservatorium P.I. Tsjaikovski (Russisch: Московская Государственная Консерватория им. П.И.Чайковского) in Moskou o.a. bij Vladimir Vladimirovitsj Sofronizki. Later studeerde hij compositie bij Juri Vladimirovitsj Kotsjurov en Oles Semjonovitsj Tsjisjko aan het Konservatorija im. N.V. Rimskogo-Korsakova (Russisch: Санкт-Петербургская государственная консерватория имени Н.А. Римского-Корсакова) in Sint-Petersburg.
Van 1949 tot 1953 doceerde hij piano, solfège en harmonieleer aan het Konservatorija im. N.V. Rimskogo-Korsakova in Sint-Petersburg. In de tijd van 1953–1978 doceerde hij aan de militaire dirigenten-faculteit van het Moskou Conservatorium P.I. Tsjaikovski in Moskau instrumentatie en studie van partituren voor harmonieorkesten. In 1989 werd hij tot professor beroepen.
Hij is sinds 1961 lid van de 'Federatie van componisten van de Sovjet-Unie' en de navolgorganisatie in Rusland. In 1970 kreeg hij een eerste prijs als componist voor harmonieorkest. In 1983 werd hij onderscheiden als Verdiende persoonlijkheid van de Kunsten in de RSFSRes. In 2005 werd hij met de grote Orde van de vriendschap geëerd.
In 1990 deed hij in Le Havre, Frankrijk, een meesterklas voor instrumentatie van harmonieorkesten.
Verder werkte hij als pianist en hoornist.
Zijn oeuvre is breed en omvat symfonische werken, opera's, kamer- en vocaalmuziek.

## Composities

### Werken voor orkest
- 1953 De Woroneshliederen, suite in vier delen voor orkest, op. 2
- Jeugdouverture, op. 4
- Suite uit de opera "Chant de Russie", in vier delen voor orkest

### Werken voor harmonieorkest
- 1959 Василий Теркин - Wassily Terkin, mars, op. 5
- 1959 Russian Capriccio, op. 7
- 1963 Caucasian Fantasy, op. 8
- 1968 Rhapsodie Russe, voor piano en harmonieorkest, op. 11
- 1970 Poem, voor hoorn en harmonieorkest, op. 12
- 1971 Героическое скерцо (Heroisch Scherzo), op. 13
- 1975 Драматическая поэма-кантата «Письма с фронта» (Dramatische gedicht-cantate «De brieven van de front»), voor sopraan en harmonieorkest
- 1980 «Новоспасское» (Поэма памяти М. И. Глинки) (Poème Novospasskoye), symfonisch gedicht ter nagedachtenis aan Michail Ivanovitsj Glinka, op. 31
- 1980 Vriendschap - Slavische Fantasie, op. 33
- 1981 Концертный вальс (Concertwals), op. 36
- 1984–1985 «Симфония о войне и мире» в двух частях (Symfonie "Oorlog en vrede"), op. 39
- 1984 Детская сюита в пяти частях Children's Suite, op. 40
  1. Marcia
  2. Walzer
  3. Polka
  4. Canzone (Song à la Russe)
  5. Galoppo
- 1984 Russische Ronddans
- 1988 Burlesque, voor harmonieorkest, op. 42
- 1988 «Ода к 1000-летию Крещения Руси» (Ode voor het 1000-jarige jubileum van de kerstening van Rusland), voor harmonieorkest, op. 44
- 1997 Ouverture pour un après-midi d'été - Ouverture for a Summer Afternoon
- 1998 Бравурная увертюра (Ferme ouverture), op. 16
- 1993 Arabesques, voor het Festival voor hedendaagse Muziek in Uster, Zwitserland, op. 49
- 1998–1999 Slavische kerst, voor harmonieorkest
- Danse Excentrique - Danse de l'Opéra "Chant de Russie", voor harmonieorkest
- Эксцентрический марш, из op. 18 (Excentrische mars uit op. 18)
- Торжественная прелюдия (Plechtig praeludium), op. 38
- Lyrische suite, voor harmonieorkest, op. 9
- Marche Excentrique, voor harmonieorkest
- Moskou suite, in vier delen voor harmonieorkest, op. 15
- Nocturne en jumareska, voor hoorn en harmonieorkest, op. 1
- Ouverture Sportive, voor harmonieorkest, op. 27
- Романтическая поэма - Poème romantique, voor harmonieorkest, op. 45
- Petit Concerto Lyrique, G-gr.t., voor hobo en harmonieorkest, op. 34
- Reminiscences du bieux Moscou, voor harmonieorkest
- Poème Romantique, voor harmonieorkest
- Symfonie "La guerra et La paix", voor harmonieorkest
- Valse de Concert, voor harmonieorkest
- Valse Impromptu, voor altsaxofoon en harmonieorkest
- Valse Lente, voor harmonieorkest
- Марш «Российские просторы» (Mars - De Russische wijdten), op. 30
- Спортивный марш «Весёлые ребята» - De vrolijke jeugd, mars, op. 25

### Muziektheater

#### Opera's
| Voltooid in | titel                                   | aktes | première | libretto                       |
| ----------- | --------------------------------------- | ----- | -------- | ------------------------------ |
| 1969        | Chant de Russie, op. 10                 |       |          | E. Gvozdevas                   |
|             | De liefde in de verlaten woning, op. 32 |       |          | E. Gvozdevas en Mvr. Salnikova |

### Werken voor koren
- 1993–1995 De legende over de Christus Verlosserkathedraal op de woorden «Gebed over de redding van Rusland», symfonisch gedicht voor solisten, gemengd koor en orkest
- Twee koren, voor gemengd koor, op. 6 - tekst: N. Rylenkovas

### Kamermuziek
- Aria - ter nagedachtenis aan de moeder, voor viool en piano, op. 41
- Improvisatie, voor fagot (of: basklarinet) en piano, op. 21
- Satirische ballade "De twee generalen", op. 53
- Strijkkwartet, op. 14

### Werken voor orgel
- Fantasie, op. 37

### Werken voor piano
- Sonatine, op. 22
- Toccata, op. 20

## Publicaties
- Georgi Ivanovitsj Salnikov: «Основные принципы переложения симфонических произведений для духового оркестра» (Московская консерватория, 1967). (de hoofdprincipes voor de bewerking van symfonische werken voor harmonieorkest) (Moskou conservatorium, 1967)
- Instrumentatieleer voor harmonieorkest, Moskou, 1976 en 1980, (2 delen)
- М.И.ГЛИНКА в Новоспасском и Смоленске (M. I. Glinka in Novospassky en Smolensk), Moskou, 2008. 120 p.